# Jinan
Jinan of Ji'nan (uitgesproken als [Djie Naan]) is een subprovinciale stad en de provinciehoofdstad van de Chinese provincie Shandong in het oosten van het land. Bij de volkstelling van 2020 had de stad 5.648.162 inwoners.
De stad wordt al ten minste 4000 jaar bewoond. De stad is gekend als de bronnenstad, beroemd voor zijn artesische bronnen waarvan er 72 in de stad te vinden zijn. De Baotubron wordt zelfs vermeld in de Lente- en herfstannalen en geroemd  als de "eerste bron onder de hemel" door Qianlong, keizer in de Qing-dynastie.
Hoewel de provinciehoofdstad is het niet de grootste miljoenenstad in de provincie Shandong, dat komt toe aan de havenstad Qingdao.

## Geschiedenis
Jinan is gelegen aan de zuidelijke oever van de rivier Ji (vandaar de naam Ji'nan), een rivier die in de 19e eeuw verdween door de verlegging van de bedding van de Gele Rivier.
De eerste vindplaatsen van artefacten van de Longshancultuur werden zo'n twintig kilometer ten oosten van de stad gevonden. Ten tijde van de Han-dynastie was Ji'nan de hoofdstad van het feodale koninkrijk Jibei. Onder meer Cao Cao verbleef een tijd als beheerder alvorens zijn heerschappij begon.
Met de verschuiving van de Gele Rivier naar een nieuw bedding (van de voormalige rivier Ji) in het noorden van Jinan (in 1852) en de oprichting van een spoorwegknooppunt, werd de stad een belangrijke markt voor landbouwproducten uit de productieve landbouwgebieden in het noorden. Na en bovenop de uitbouw van de handel in landbouwproducten, ontwikkelde de stad een textiel en kledingindustrie, meelfabrieken, oliepersen, evenals papier- en cementfabrieken. In de jaren '50, werden de grote ijzer- en staalfabrieken evenals chemische fabrieken gevestigd rond Jinan. De grote metaalfabrieken produceren ruwijzer, lingot en afgewerkt staal.

## Economie
Jinan is sinds de jaren negentig van de 20e eeuw uitgegroeid tot een technologiestad met veel universiteiten en instituten voor hoger onderwijs met in totaal meer dan 200.000 studenten. De meest vooraanstaande van de universiteiten is de Shandonguniversiteit. Daarnaast zijn er ruim 200 onderzoekscentra en 10 nationale laboratoria. Jinan is de vierde stad in China op gebied van IT.
De CITIC Pacific Special Steel Group heeft in Jinan een fabriek waar verenstaal wordt gemaakt.

## Mobiliteit
De stad en het omliggend gebied worden ontsloten door de internationale luchthaven Jinan Yaoqiang, zo'n 30 km ten noordoosten van het stadscentrum. De luchthaven is de thuishub van Shandong Airlines.  Meerdere belangrijke snelwegen voeren naar de stad die tevens het spoorwegknooppunt is van de spoorlijn Peking–Shanghai (de Jinghu-spoorweg) en de spoorlijnen Qingdao–Jinan en Handan–Jinan (de Hanji-spoorlijn). De hogesnelheidslijn Peking-Shanghai heeft eveneens Jinan als een van zijn beperkte tussenstops. De grote stad wordt bediend door een uitgebreid netwerk van openbaar lokaal vervoer met meer dan tweehonderd buslijnen en sinds 2019 eveneens een metrosysteem, de metro van Jinan met drie lijnen.

## Partnersteden
Jinan heeft met de volgende steden een partnerschap:
- Wakayama, Japan, sinds 14 januari 1983
- Coventry, Verenigd Koninkrijk, sinds 3 oktober 1983
- Yamaguchi, Japan, sinds 20 september 1985
- Sacramento, Californië, Verenigde Staten sinds 29 mei 1985
- Regina, Saskatchewan, Canada, sinds 10 augustus 1987
- Port Moresby, Papoea-Nieuw-Guinea, sinds 28 september 1988
- Suwon, Zuid-Korea, sinds 27 oktober 1993
- Nizjni Novgorod, Rusland, sinds 25 september 1994
- Vantaa, Finland, sinds 27 augustus 2001
- Joondalup, Australië, sinds 4 september 2004
- Augsburg, Duitsland, sinds 10 oktober 2004

## Geboren
- Li Qingzhao (1084-1155), dichteres en schrijfster
- Zhang Yueran (1982), schrijfster
- Zhang Linpeng (1989), voetballer